# Sialu (berg i Indonesien)
Sialu är ett berg i Indonesien.   Det ligger i provinsen Aceh, i den västra delen av landet, 1 500 km nordväst om huvudstaden Jakarta. Toppen på Sialu är 559 meter över havet, eller 434 meter över den omgivande terrängen. Bredden vid basen är 25,3 km. Sialu ligger på ön Pulau Simeulue.
Terrängen runt Sialu är kuperad åt nordost, men åt sydväst är den platt. Havet är nära Sialu åt sydväst. Runt Sialu är det ganska tätbefolkat, med 67 invånare per kvadratkilometer. Närmaste större samhälle är Sinabang, 19,7 km öster om Sialu. I omgivningarna runt Sialu växer i huvudsak städsegrön lövskog.